# Objetivo ojo de pez

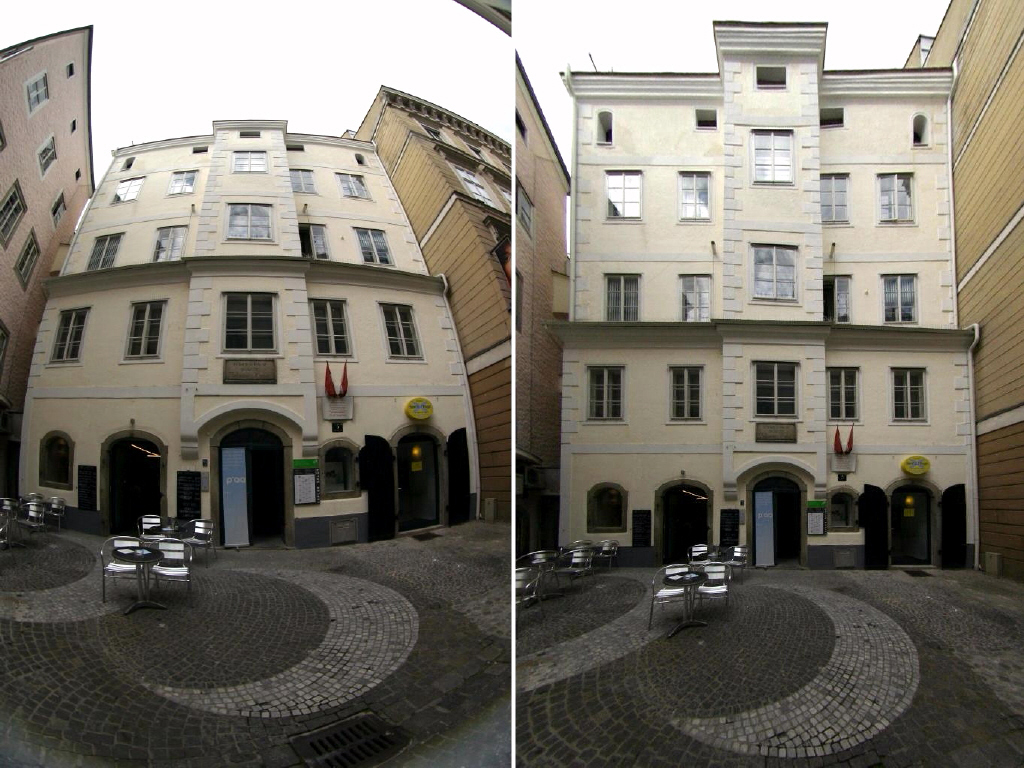
Imagen realizada con un objetivo de ojo de pez (izqda.) y corregida (derecha).

Un objetivo o lente ojo de pez es una lente de ángulo ultra ancho que produce una distorsión visual fuerte con la intención de crear una imagen panorámica o hemisférica ancha.: 145 Los objetivos de ojo de pez consiguen ángulos de vista extremadamente anchos. En vez de producir imágenes con líneas rectas de perspectiva (imágenes rectilíneas), el objetivo de ojo de pez utiliza un mapeo especial (por ejemplo: ángulo equisólido), el cual da a las imágenes una característica apariencia convexa no rectilínea. 

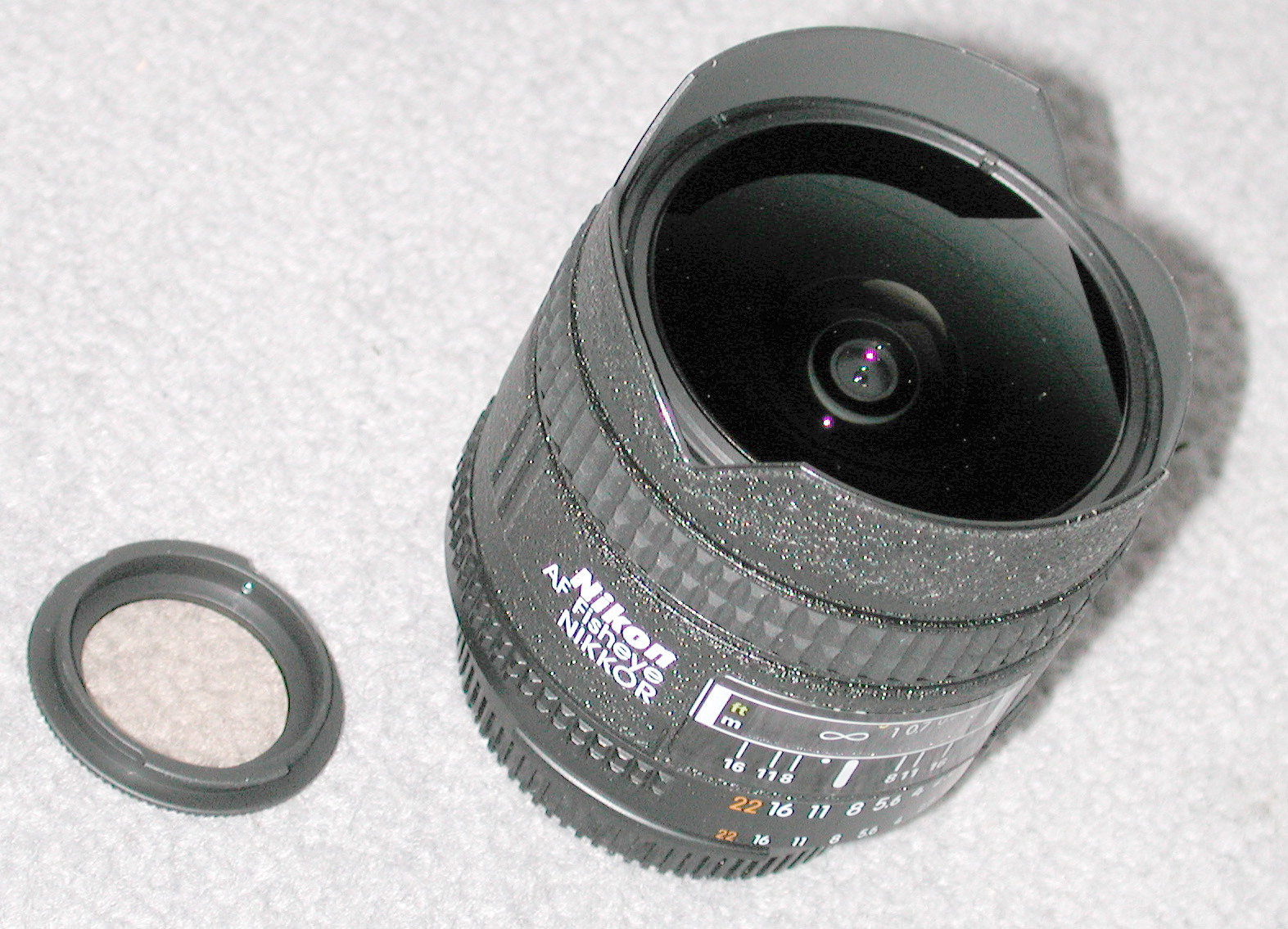
Ojo de Pez Nikon 16 mm f/2.8 AF.

El término ojo de pez fue acuñado en 1906 por el inventor y físico estadounidense Robert W. Wood. basado en cómo un pez vería una vista hemisférica ultra ancha desde debajo el agua (un fenómeno sabido como la ventana de Snell).: 145 Su primer uso práctico fue en 1920 para uso en meteorología para estudiar la formación de las nube, cosa que les dio el nombre de "lentes de cielo entero". El ángulo de vista de una lente de ojo de pez es normalmente entre 100 y 180 grados mientras las longitudes focales dependen del formato de película para los que están diseñados.
Los primeros objetivos ojo de pez producidos en masa para la fotografía aparecieron a principios de los 1960s y generalmente se usan debido a su aspecto único, distorsionado. Para el popular formato de película 35 mm, las longitudes focales típicas del objetivo ojo de pez son entre 8 mm y 10 mm para imágenes circulares, y 15–16 mm para imágenes full-frame. Para las cámaras digitales que utilizan formatos electrónicos de película más pequeños como sensores de 1/4" y 1⁄3" formato CCD o CMOS, la longitud focal de las lentes ojo de pez "miniatura" puede ser tan corta como de 1 a 2 mm.
Estos tipos de lentes también tienen otras aplicaciones como re-proyectar imágenes que fueron originalmente filmadas a través de una lente de ojo de pez, o creado vía gráficos generados por ordenador, sobre pantallas hemisféricas. Las lentes de ojo de pez también son usadas para fotografía científica como grabación de aurora y meteoros, y para estudiar la geometría de dosel de la planta y para calcular la radiación solar cercana a la tierra. Quizás se encuentren más comúnmente como visores de puertas de mirilla para brindar al usuario un amplio campo de visión.
Se denominan objetivo ojo de pez a aquellos cuyo ángulo de visión es extremadamente grande, de 180° o más. El objetivo ojo de pez es una forma especial de objetivo gran angular, cuya distorsión (deliberada) se asemeja a una imagen reflejada en una esfera. En su origen fueron desarrollados para ser usados en meteorología para estudiar la formación de nubes, convirtiéndose rápidamente en objetivos populares para fotografía general por su apariencia distorsionada y única de la imagen. Normalmente, en estos objetivos y en ciertos gran angulares extremos, el elemento frontal de estos objetivos es muy grande, y adopta forma semiesférica; esta condición hace imposible el uso de filtros en la parte delantera de los mismos, por lo cual algunos fabricantes optan por ubicar un anillo de filtros detrás de la montura, de tamaño reducido.
La distancia focal de estos objetivos suele ser muy corta (entre 4,5 y 17 mm).
Se diferencian dos tipos: 
- los que abarcan toda la superficie de exposición (película o sensor) formando por tanto imágenes rectangulares,
- los que forman una imagen circular.

En formato 35 mm los más usuales son:
- 15 - 17 mm - imagen rectangular.
- 7,5 - 8 mm - imagen circular.
- Exot es un objetivo Nikon de 6 mm de distancia focal y 220° de ángulo de visión. Forman una imagen circular en la que incluso se alcanza parte de atrás.[8]

## Historia y desarrollo

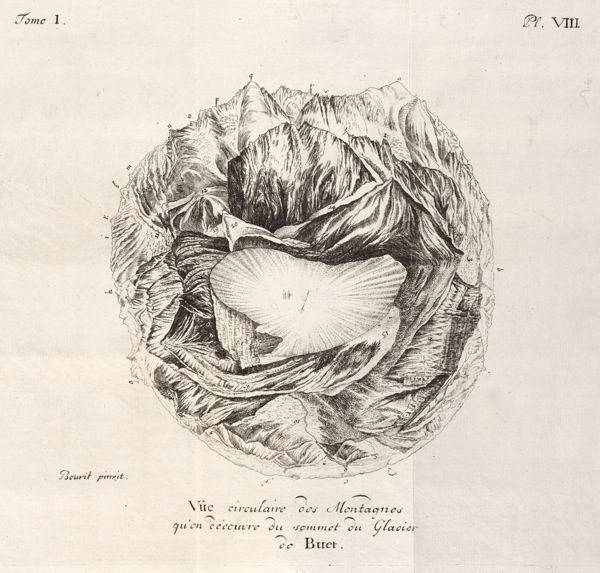
"Vue circulaire des montagnes qu'En découvre du sommet du Glaciar de Buet", Horace-Benedict de Saussure, Voyagedans les Alpes, précédés d'un essai sur l'histoire naturelle des environs de Geneve. Neuchatel, 1779@–96, pl. 8.

Los panoramas con distorsión de ojo de pez son anteriores a la lente ojo de pez. En 1779, Horace Bénédict de Saussure publicó su vista de ojo de pez desde arriba de los Alpes: "Todos los objetos están dibujados en perspectiva desde el centro".
En 1906, Wood publicó un artículo detallando un experimento en el que construyó una cámara en un balde lleno de agua comenzando con una placa fotográfica en la parte inferior, una lente de enfoque corto con un diafragma estenopeico ubicado aproximadamente a la mitad del balde, y una hoja de vaso en el borde para suprimir las ondas en el agua. El experimento fue el intento de Wood de "determinar cómo se ve el mundo externo a los peces" y, por lo tanto, el título del artículo fue "Vistas de ojo de pez y visión bajo el agua". Posteriormente, Wood construyó una versión "horizontal" mejorada de la cámara omitiendo la lente, en lugar de usar un orificio perforado en el costado de un tanque, que estaba lleno de agua y una placa fotográfica. En el texto, describió una tercera cámara "ojo de pez" construida con láminas de latón, cuyas principales ventajas eran que esta era más portátil que las otras dos cámaras y era "absolutamente hermética". En su conclusión, Wood pensó que "el dispositivo fotografiará todo el cielo [por lo que] se podría hacer un registrador de la luz del sol según este principio, que no requeriría ningún ajuste de latitud o mes", pero también señaló con ironía "las vistas utilizadas para la ilustración de este periódico saborea algo de las imágenes 'monstruosas' de las revistas ".

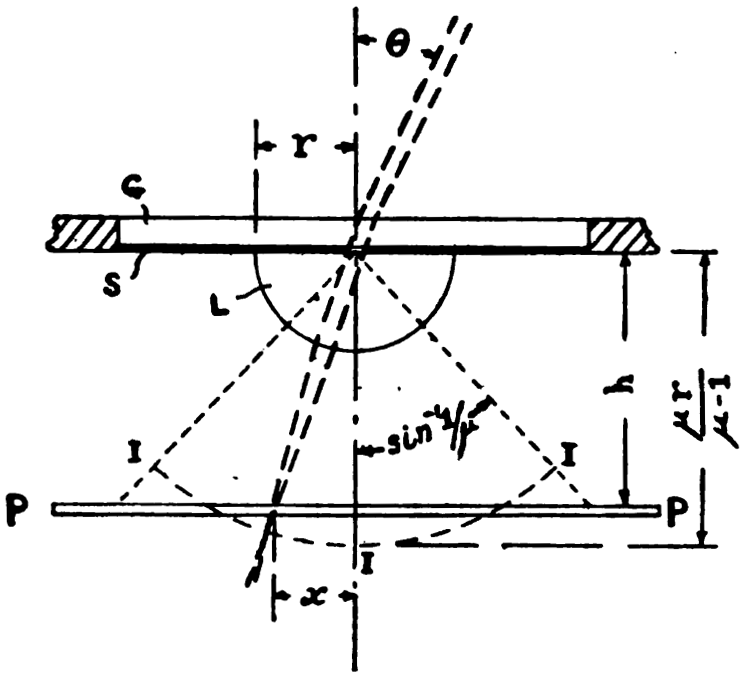
Lente hemisférica de Bond (1922)

W.N. Bond describió una mejora del aparato de Wood en 1922 que reemplazó el tanque de agua con una simple lente de vidrio hemisférica, lo que hizo que la cámara fuera significativamente más portátil. La distancia focal dependía del índice de refracción y el radio de la lente hemisférica, y la apertura máxima era aproximadamente f / 50; no se corrigió por aberración cromática y proyectó un campo curvo sobre una placa plana. Bond señaló que la nueva lente podría usarse para registrar la cobertura de nubes o los rayos en una ubicación determinada. La lente hemisférica de Bond también redujo la necesidad de una apertura estenopeica para garantizar un enfoque nítido, por lo que los tiempos de exposición también se redujeron.

### Lente Hill Sky

Hill/Beck "Lente Sky" (1923, GB 225,398)

En 1924, Robin Hill describió por primera vez una lente con cobertura de 180 ° que se había utilizado para un estudio de nubes en septiembre de 1923. La lente, diseñada por Hill y R. & J. Beck, Ltd., fue patentada en diciembre de 1923. La Lente Hill Sky ahora se acredita como la primera lente ojo de pez.: 146  Hill también describió tres funciones de mapeo diferentes de una lente diseñada para capturar un hemisferio completo (estereográfica, equidistante y ortográfica).
La distorsión es inevitable en una lente que abarca un ángulo de visión superior a 125 °, pero Hill y Beck afirmaron en la patente que la proyección estereográfica o equidistante eran las funciones de mapeo preferidas. El diseño de lente de tres elementos y tres grupos utiliza una lente de menisco altamente divergente como el primer elemento para traer luz sobre una vista amplia seguida de un sistema de lentes convergentes para proyectar la vista en una placa fotográfica plana.
La Lente Hill Sky fue incorporada a una cámara de cielo entero, generalmente se usa en un par separado por 500 metros (1,600 pies) para imágenes estéreo, y equipado con un filtro rojo para contraste; en su forma original, la lente tenía una distancia focal de 0,84 pulgadas (21 mm) y proyectaba una imagen de 2,5 pulgadas (64 mm) de diámetro f / 8. Conrad Beck describió el sistema de cámaras en un artículo publicado en 1925. Al menos uno ha sido reconstruido.

### Desarrollo alemán y japonés

Schulz/AEG Weitwinkelobjektiv (1932, DE 620538)

En 1932, la empresa alemana Allgemeine Elektricitäts-Gesellschaft AG (AEG) solicitó una patente sobre Weitwinkelobjektiv (lente gran angular), un desarrollo de 5 elementos y 4 grupos de la lente Hill Sky.: 148   En comparación con el Hill Sky Lens de 1923, el Weitwinkelobjektiv de 1932 presentaba dos elementos de menisco divergentes delante de la parada y utilizaba un grupo acromático cementado en la sección convergente.Miyamoto atribuye al Dr. Hans Schulz el diseño del Weitwinkelobjektiv. El diseño patentado básico se produjo para la grabación en la nube como una lente de 17 mm f / 6.3, y el artista conocido como Umbo utilizó la lente AEG con fines artísticos, con fotografías publicadas en un número de 1937 de Volk und Welt.
El AEG Weitwinkelobjektiv formó la base del posterior lente ojo de pez Nikkor 16 mm f / 8 de 1938, que se utilizó con fines militares y científicos (cobertura de nubes) Nikon, que tenía un contrato para suministrar ópticas a la Armada Imperial Japonesa, posiblemente obtuvo acceso al diseño de AEG bajo el Pacto de Acero. Después de la guerra, la lente se acopló a una cámara de formato medio y se produjo en una forma ligeramente modificada (la distancia focal aumentó ligeramente a 16,3 mm) como la "Cámara de grabación de imágenes del cielo" en marzo de 1957 para el gobierno japonés, seguido de un lanzamiento comercial como Nikon Fisheye Camera (también conocida como "Nikon Sky Camera" o "Nikon Cloud Camera") en septiembre de 1960, que tenía un precio minorista de ¥ 200,000 (equivalente a ¥ 1,130,000 en 2019). La lente revisada creó una imagen circular de 50 mm (2,0 pulgadas) de diámetro y cubrió un campo hemisférico completo de 180 °. Solo se fabricaron 30 ejemplares de la cámara Nikon Fisheye y, de ellos, 18 se vendieron a clientes, principalmente en Estados Unidos; Nikon probablemente destruyó el stock restante para evitar sanciones fiscales. Una fotografía del saltador con pértiga Bob Gutowski tomada por la Fisheye Camera se publicó en Life en 1957.

Richter/Zeiss Pleon (1938, US 2,247,068)

También en 1938, Robert Richter de Carl Zeiss AG patentó la lente Pleon de 6 elementos y 5 grupos, que se utilizó para vigilancia aérea durante la Segunda Guerra Mundial. El grupo trasero convergente del Pleon era simétrico, lo que recuerda al diseño Topogon de 4 elementos, también diseñado por Richter para Zeiss en 1933. Las pruebas en una lente capturada después de la guerra mostraron que el Pleon proporcionaba una proyección equidistante para cubrir un campo de aproximadamente 130 °, y los negativos se imprimieron utilizando una ampliadora rectificadora especial para eliminar la distorsión.: 149   El Pleon tenía una distancia focal de aproximadamente 72,5 mm con una apertura máxima de f / 8 y usaba un elemento frontal plano-cóncavo de 300 mm (12 pulgadas) de diámetro; la imagen del negativo tenía aproximadamente 85 mm (3,3 pulgadas) de diámetro.

Merté/Zeiss Sphaerogon (1935, DE 672 393 and US 2,126,126)

### Desarrollo 35mm
Aproximadamente al mismo tiempo que Schulz estaba desarrollando el Weitwinkelobjektiv en AEG, Willy Merté [de] en Zeiss estaba desarrollando el Sphaerogon, que también fue diseñado para abarcar un campo de visión de 180 °.A diferencia del Weitwinkelobjektiv, el Sphaerogon de Merté no se limitó a cámaras de formato medio; se construyeron versiones prototipo del Sphaerogon para la cámara de formato en miniatura Contax I. Los primeros prototipos de lentes Sphaerogon construidos tenían una apertura máxima de f / 8, pero los ejemplos posteriores se calcularon media parada más rápido, f / 6.8. Varios ejemplos de prototipos de lentes Sphaerogon fueron recuperados como parte de la Colección de Lentes Zeiss incautada por el Cuerpo de Señales del Ejército como reparaciones de guerra en 1945; la colección, que la firma Zeiss había conservado como registro de sus diseños, fue documentada más tarde por Merté, el exjefe de cómputo óptico de CZJ, que trabajaba bajo las órdenes del oficial del Cuerpo de Señales Edward Kaprelian.
La cámara Nikon Fisheye se suspendió en septiembre de 1961, y Nikon posteriormente introdujo el primer objetivo ojo de pez de producción regular para cámaras en miniatura en 1962, el Nikkor ojo de pez 8 mm f / 8, que requería que el espejo réflex de sus cámaras Nikon F y Nikkormat estuviera bloqueado antes de montar el objetivo. Antes de principios de la década de 1960, los objetivos de ojo de pez eran utilizados principalmente por fotógrafos profesionales y científicos, pero la llegada del ojo de pez al formato 135 aumentó su uso popular. El Nikkor 8 mm f / 8 tiene un campo de visión de 180 ° y utiliza 9 elementos en 5 grupos; es de enfoque fijo y tiene filtros integrados destinados principalmente a la fotografía en blanco y negro. Las investigaciones indican que se fabricaron menos de 1400 lentes.
Posteriormente, Nikon lanzó varios objetivos de ojo de pez circulares más importantes en la montura Nikon F durante las décadas de 1960 y 1970:
- 10 mm f / 5.6 OP (1968), el primer ojo de pez en presentar proyección ortográfica, que también fue el primer objetivo en presentar un elemento asférico[40]
- 6 mm f / 5.6 (1969), el primer ojo de pez que presenta un campo de visión de 220 °;[6] Curiosamente, la patente que acompaña a esta lente incluye un diseño para una lente con un campo de visión de 270 °. Posteriormente se produjo un ojo de pez SAP de 6.2 mm f / 5.6 en cantidades limitadas con una superficie asférica, que abarca un campo de visión de 230 °.[41]
- 8 mm f / 2.8 (1970), el primer ojo de pez circular con enfoque variable, apertura automática y visualización réflex (ya no es necesario el bloqueo del espejo).[6]

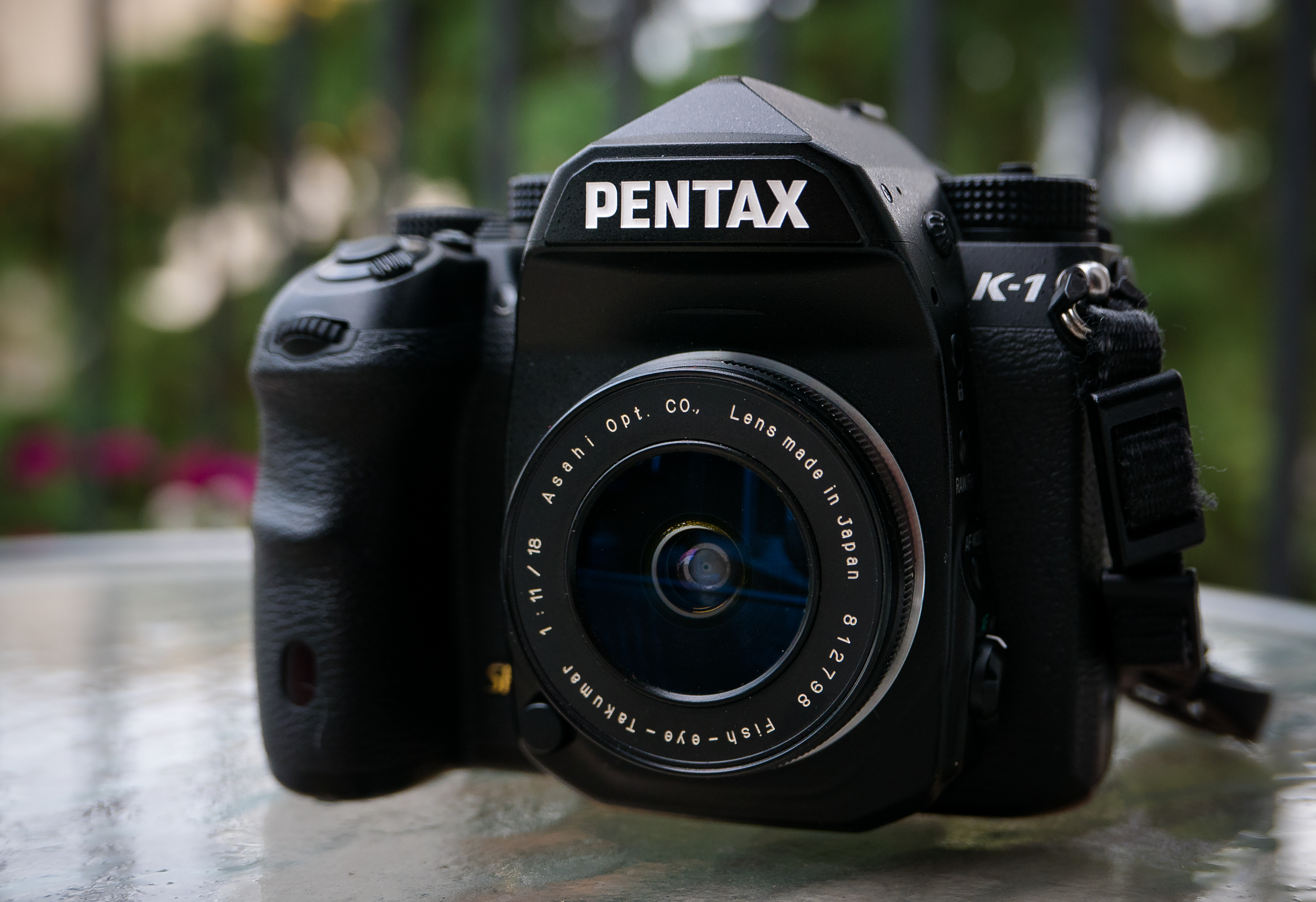
Ojo de pez Takumar 11/18mm en un Pentax K-1 DSLR moderno.

Mientras tanto, otros fabricantes japoneses estaban desarrollando los llamados ojos de pez de fotograma completo o diagonales, que capturaban aproximadamente un campo de visión de 180 ° en la diagonal del fotograma de la película. El primer ojo de pez diagonal de este tipo fue el ojo de pez Takumar 18 mm f / 11, lanzado por Pentax (Asahi Optical) en 1962, seguido por el UW Rokkor-PG 18 mm f / 9.5 ligeramente más rápido de Minolta en 1966. Ambos fueron de visualización réflex y de enfoque fijo, y Pentax y Minolta siguieron con lentes más rápidos con enfoque variable en 1967 (Super Fish-eye-Takumar 17 mm f / 4) y 1969 (Rokkor-OK 16 mm f / 2.8) respectivamente El Rokkor de 16 mm fue adoptado más tarde por Leica como Fisheye-Elmarit-R (1974) y luego convertido a enfoque automático (1986) para el sistema Alpha. A partir de 2018, todavía se vende el mismo diseño óptico básico que el Sony SAL16F28.

## Diseño
Tipos de formato:
En una lente de ojo de pez circular, el círculo de la imagen está inscrito en la película o área del sensor; en una lente ojo de pez full-frame, el círculo de la imagen se circunscribe alrededor de la película o el área del sensor.
Además, diferentes lentes de ojo de pez distorsionan las imágenes de manera diferente, y la forma de distorsión se denomina función de mapeo. Un tipo común para uso del consumidor es el ángulo equisólido.
Aunque hay efectos de ojo de pez digitales disponibles tanto en la cámara como en software de computadora, no pueden extender el ángulo de visión de las imágenes originales al muy grande de un verdadero lente de ojo de pez.

### Longitud focal
La distancia focal está determinada por la cobertura angular, la función de mapeo específica utilizada y las dimensiones requeridas de la imagen final. Las distancias focales para los tamaños de cámaras de aficionados populares se calculan como:
Longitudes focales de ojo de pez calculadas (1*)
|                          |                                    | Estereográfico                                  | Equidistante                           | Ángulo equisólido                               |
| ------------------------ | ---------------------------------- | ----------------------------------------------- | -------------------------------------- | ----------------------------------------------- |
| Función de mapeo inverso | Función de mapeo inverso           | {\displaystyle f={\frac {r}{2\tan(\theta /2)}}} | {\displaystyle f={\frac {r}{\theta }}} | {\displaystyle f={\frac {r}{2\sin(\theta /2)}}} |
| Circular (2*)            | APS-C( = 8.4 mm){\displaystyle r}  | 4.2                                             | 5.3                                    | 5.9                                             |
| Circular (2*)            | 135( = 12 mm){\displaystyle r}     | 6.0                                             | 7.6                                    | 8.5                                             |
| Circular (2*)            | 6×6( = 28 mm){\displaystyle r}     | 14.0                                            | 17.8                                   | 19.8                                            |
| Full-frame (3*)          | APS-C (= 15.1 mm){\displaystyle r} | 7.5                                             | 9.6                                    | 10.6                                            |
| Full-frame (3*)          | 135 (= 21.7 mm){\displaystyle r}   | 10.8                                            | 13.8                                   | 15.3                                            |
| Full-frame (3*)          | 6×6 (= 39.6 mm){\displaystyle r}   | 19.8                                            | 25.2                                   | 28.0                                            |

Notas
1. Asume un ángulo de visión máximo de 180 para la función de mapeo, 0 = π / 2.
2. Para ojos de pez circulares, la dimensión máxima {\displaystyle r} es la mitad de la longitud del lado más corto.
3. Para ojos de pez full-frame, la máxima dimensión {\displaystyle r} es la mitad de la longitud de la diagonal.

### Ojo de pez circular
Los primeros tipos de lentes de ojo de pez que se desarrollaron fueron los "ojo de pez circular", lentes que tomaban un hemisferio de 180 ° y lo proyectaban como un círculo dentro del marco de la película. Algunos ojos de pez circulares estaban disponibles en modelos de proyección ortográfica para aplicaciones científicas. Estos tienen un ángulo de visión vertical de 180 ° y el ángulo de visión horizontal y diagonal también son de 180 °. Por diseño, la mayoría de los lentes de ojo de pez circulares cubren un círculo de imagen más pequeño que los lentes rectilíneos, por lo que las esquinas del marco estarán completamente oscuras.
Sigma fabrica actualmente una lente ojo de pez de 4,5 mm que captura un campo de visión de 180 grados en un sensor de menos de 35mm de cuerpo de película. Sunex también fabrica una lente ojo de pez de 5,6 mm que captura un campo de visión circular de 185 grados en una cámara Nikon de 1,5x y una cámara DSLR de Canon de 1,6x.

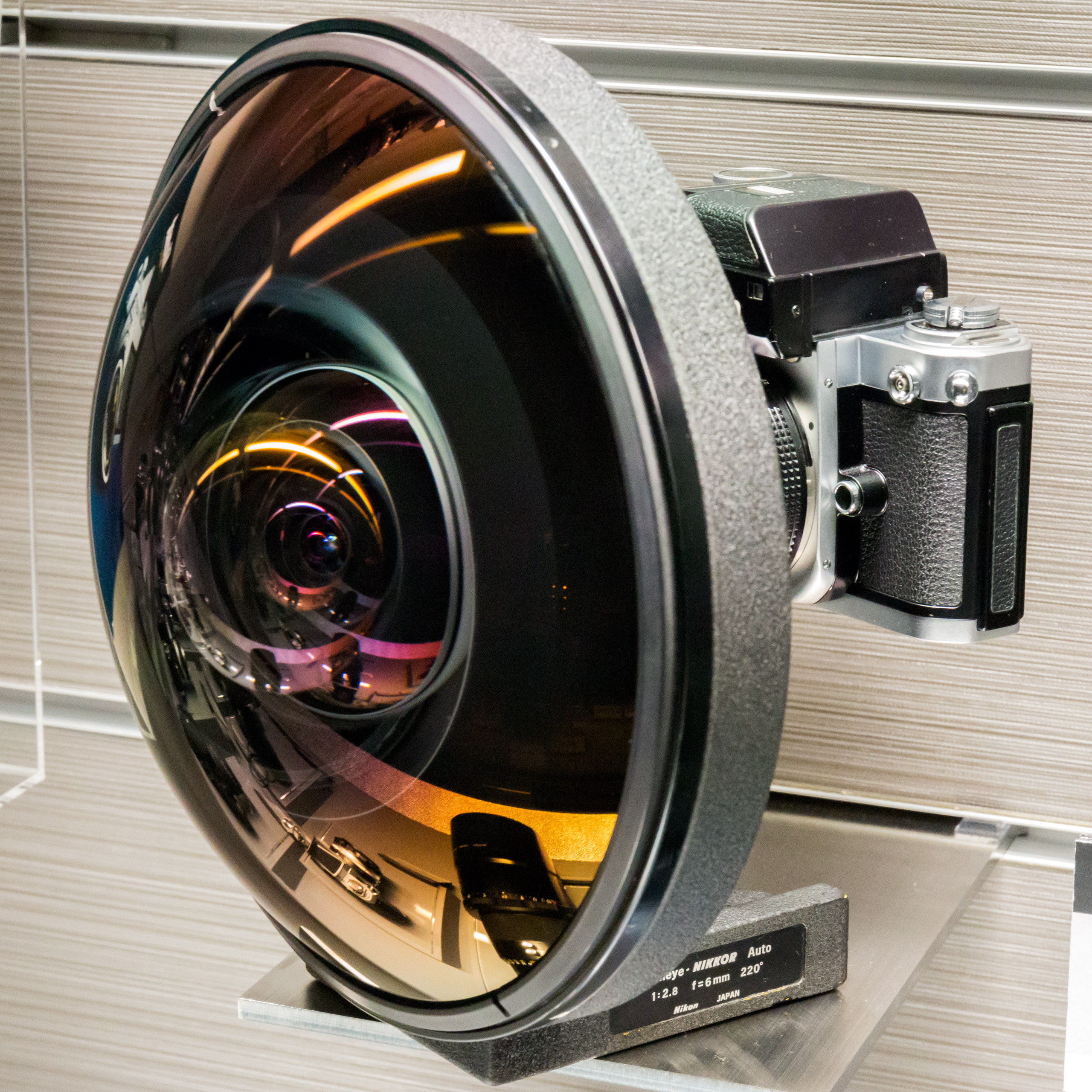
Fisheye-Nikkor 6mm f/2.8 montada en una Nikon F2 en el Museo Nikon.

Nikon produjo una lente ojo de pez circular de 6 mm que fue diseñada inicialmente para una expedición a la Antártida. Presentaba un campo de visión de 220 grados, diseñado para capturar todo el cielo y el terreno circundante cuando se apunta hacia arriba. Este objetivo ya no es fabricado por Nikon, y se utiliza hoy en día para producir imágenes interactivas de realidad virtual como QuickTime VR e IPIX. Debido a su amplio campo de visión, es muy grande y engorroso: pesa 5,2 kilogramos (11 libras), tiene un diámetro de 236 milímetros (9,3 pulgadas), una longitud de 171 milímetros (6,7 pulgadas) y un ángulo de visión de 220 grados. Empequeñece una cámara SLR normal de 35 mm y tiene su propio punto de montaje de trípode, una característica que normalmente se ve en lentes grandes de enfoque largo o teleobjetivo para reducir la tensión en la montura de la lente porque la lente es más pesada que la cámara. La lente es extremadamente rara.

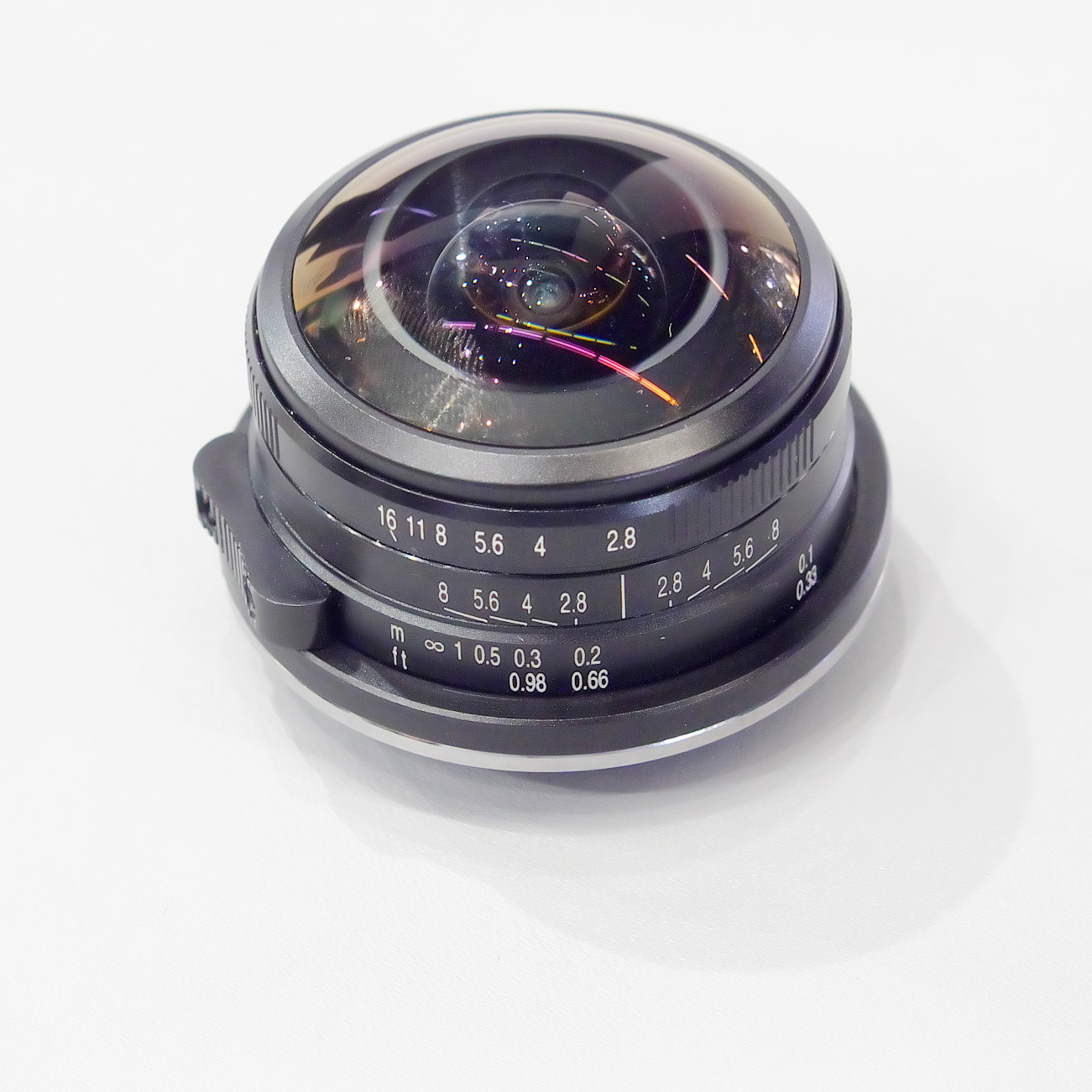
La lente objetivo de pez Laowa 4 mm f/2,8 de la compañía Venus Optics

Sin embargo, hay nuevos desarrollos del fabricante japonés Entaniya para el estándar Micro Cuatro Tercios, que ofrecen un ángulo de visión de 250 grados con lentes que tienen una distancia focal de 2,3 milímetros (0,091 pulgadas) a 3,6 milímetros (0,14 pulgadas), una apertura de f / 2.8 a f / 4.0, un peso de 1.6 kilogramos (3.5 libras), un diámetro de 120 milímetros (4.7 pulgadas) y una longitud por debajo de 100 milímetros (3.9 pulgadas). En 2018, Venus Optics presentó una lente ojo de pez de 210 ° para el sistema Micro Cuatro Tercios.
Una lente ojo de pez de 8 mm, también fabricada por Nikon, ha demostrado ser útil para fines científicos debido a su proyección equidistante (equiangular), en la que la distancia a lo largo del radio de la imagen circular es proporcional al ángulo cenital.

### Ojo de pez de fotograma completo
A medida que los lentes de ojo de pez ganaban popularidad en la fotografía general, las empresas de cámaras comenzaron a fabricar lentes de ojo de pez que agrandaban el círculo de la imagen para cubrir todo el marco rectangular, lo que se denomina "ojo de pez de fotograma completo"
El ángulo de imagen producido por estos lentes solo mide 180 grados cuando se mide de esquina a esquina: estos tienen un ángulo de visión diagonal de 180 °, mientras que los ángulos de visión horizontal y vertical serán más pequeños; para un ojo de pez de fotograma completo de 15 mm con ángulo equisólido, el ángulo de visión horizontal será de 147 ° y el ángulo de visión vertical será de 94 °.
Uno de los primeros objetivos de ojo de pez de fotograma completo que se produjo en masa fue el Fisheye-Nikkor 16 mm f / 3.5, fabricado por Nikon a principios de la década de 1970. Las cámaras digitales con sensores de tamaño APS-Crequieren una lente de 10,5 mm (o, para las cámaras Canon APS-C, una lente de 10 mm) para obtener el mismo efecto que una lente de 16 mm en una cámara con sensor de fotograma completo.

### Lentes de ojo de pez en miniatura
Las cámaras digitales en miniatura, especialmente cuando se utilizan como cámaras de seguridad, suelen tener lentes de ojo de pez para maximizar la cobertura. Las lentes de ojo de pez en miniatura están diseñadas para lectores de imágenes CCD / CMOS de formato pequeño que se utilizan comúnmente en cámaras de seguridad y de consumo. Los tamaños de formato de sensor de imagen más populares utilizados incluyen 1⁄4 ", 1⁄3" y 1⁄2 ". Dependiendo del área activa del sensor de imagen, la misma lente puede formar una imagen circular en un sensor de imagen más grande (por ejemplo, 1⁄2 ") y un fotograma completo en uno más pequeño (por ejemplo, 1⁄4").

## Ejemplos y modelos específicos

### Lentes ojo de pez para cámaras APS-C
El sensor de imagen APS-C utilizado en las cámaras Canon es de 22,3 mm × 14,9 mm (0,88 pulg. × 0,59 pulg.) o 26,82 mm (1,056 pulg.) En diagonal, que es un poco más pequeño que el tamaño del sensor utilizado por otros fabricantes populares de cámaras con Sensores APS-C, como Fuji, Minolta, Nikon, Pentax y Sony. Los otros sensores APS-C comunes varían de 23,6 a 23,7 mm (0,93 a 0,93 pulgadas) en la dimensión larga y 15,6 mm (0,61 pulgadas) en el lado más corto, para una medida diagonal de 28,2 a 28,4 mm (1,11 a 1,12 pulgadas).

#### Lentes ojo de pez circular APS-C
- Sigma 4.5 mm f / 2.8 para sensores APS-C.
- Lensbaby 5.8 mm f / 3.5 ojo de pez circular.

#### Lentes ojo de pez APS-C de fotograma completo
- Nikon 10,5 mm f / 2,8.
- Samyang 8 mm f / 3.5. Destaca por su proyección estereográfica.
- Samyang 8 mm f / 2.8. Para varias cámaras sin espejo. Destaca por su proyección estereográfica.
- Sigma 10 mm f / 2.8.

#### Lentes ojo de pez Zoom APS-C
- Pentax 10–17 mm f / 3.5–4.5 / Tokina 10–17 mm f / 3.5–4.5 (desarrollado conjuntamente)

### Lentes ojo de pez para cámaras de 35 mm

#### Ojo de pez circular
- Peleng 8 mm f/3.5.
- Sigma 8 mm f/4.0.

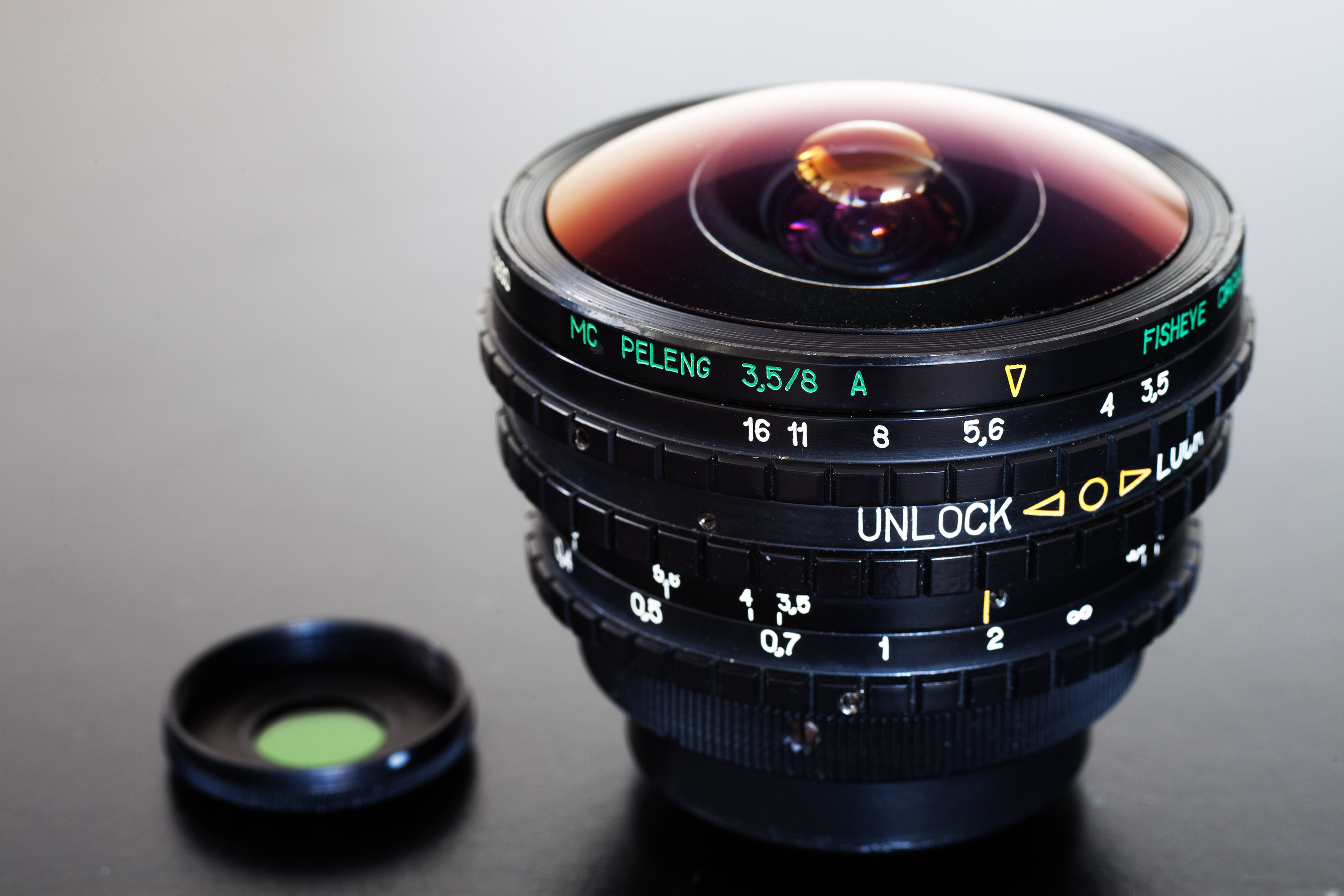
Una Peleng 8mm con lente ojo de pez circular.

- Sigma 8 mm f/3.5 - reemplaza la Sigma 8 mm f/4.0 EX DG.

#### Ojo de pez de fotograma completo
- Canon EF 15 mm f / 2.8 (descontinuado)
- Canon Fisheye FD 15 mm f / 2.8 (lente antigua, no funciona con montura EF)
- Fuji Photo Film Co. EBC Fujinon Fish Eye 16 mm F2.8 (soportes m42 & X-Fujinon) (descontinuado)
- Minolta AF 16 mm f / 2.8
- Sigma 15 mm f / 2.8 EX DG Ojo de pez diagonal
- Fisheye-Nikkor AF 16 mm f / 2.8 D
- Samyang 12 mm f / 2.8 ED AS NCS Ojo de pez diagonal
- Lente ojo de pez Zenitar 16 mm f / 2.8

#### Ojo de pez zoom
- Canon EF 8-15 mm f / 4L Fisheye USM: el objetivo se puede utilizar como ojo de pez de fotograma completo y ojo de pez circular en una película de fotograma completo de 35 mm o DSLR, como las cámaras 5D (Mark I - IV); solo se puede utilizar como una circular recortada o como un ojo de pez de fotograma completo en las cámaras réflex digitales EOS con sensores de tamaño APS-C / H (se incluye un bloqueo de zoom).
- Nikon AF-S Fisheye-Nikkor 8–15 mm f / 3.5–4.5E ED: diseñado para las DSLR FX de fotograma completo de Nikon, este objetivo es un ojo de pez circular en el extremo corto del rango de zoom y se convierte en un ojo de pez de fotograma completo a más longitudes focales.
- Tokina AT-X 10–17 mm f3.4-4.5 AF DX: un objetivo con zoom de ojo de pez diseñado para cámaras con sensor APS-C. También se vende como una versión NH que viene sin parasol de lente integrado, luego el lente ojo de pez se puede usar en cámaras de fotograma completo. La lente también se vende bajo la marca Pentax.
- Pentax F 17–28 mm 1: 3,5–4,5 Fisheye: el objetivo nació para las cámaras de película de fotograma completo, para ocupar el lugar del 16 mm f / 2,8 en la era del AF. Comienza con un ojo de pez de fotograma completo de 17 mm y llega al final de la excursión como un 28 mm sobredistorsionado. Se pensó como una lente de "efectos especiales" y nunca tuvo grandes ventas.[60]
- Pentax DA 3,5-4,5 / 10-17 ED IF Fisheye está diseñado para cámaras APS-C, pero se puede usar en un fotograma completo después de una pequeña modificación del parasol.

## Imágenes

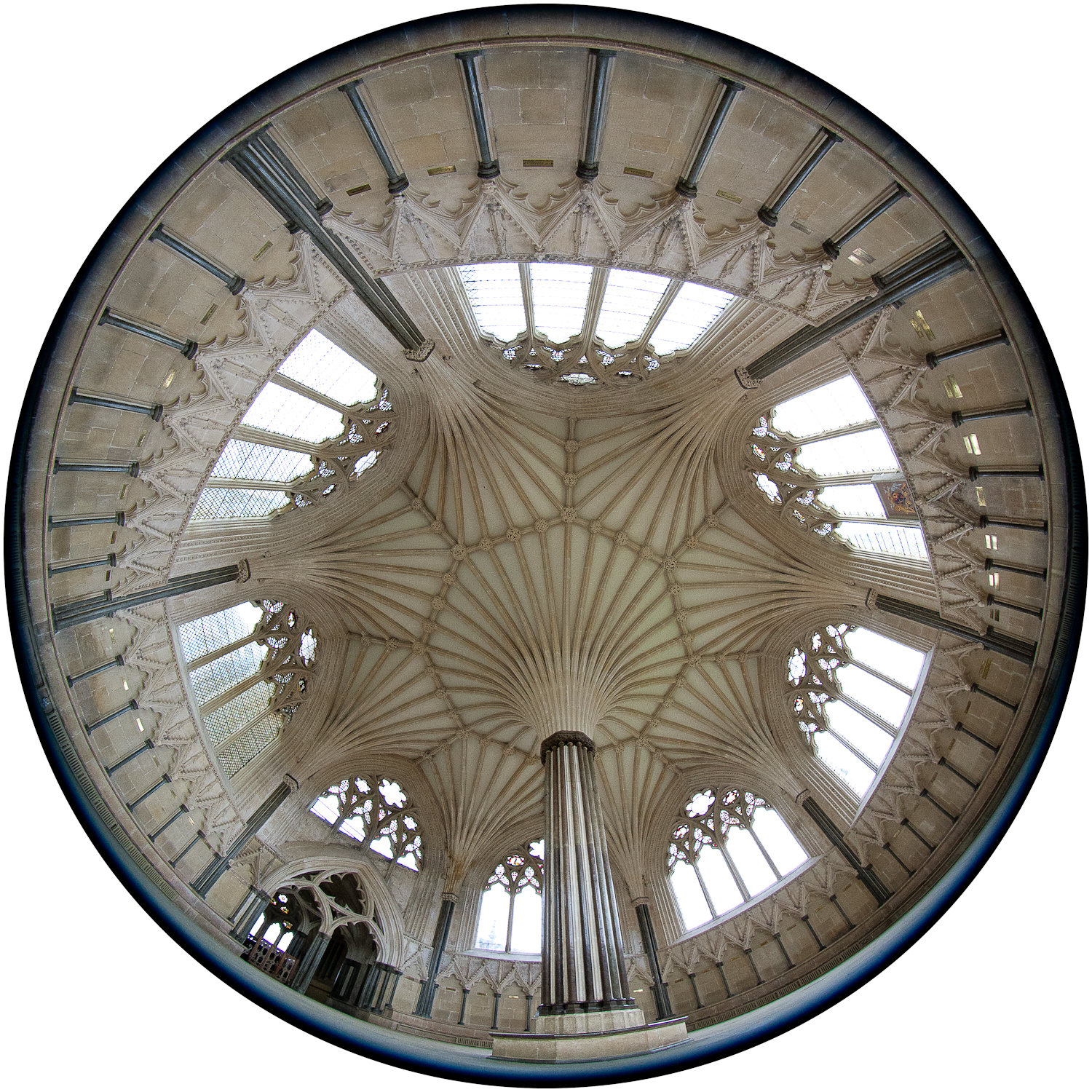
Ojo de pez utilizado para capturar toda la sala de la Sala Capitular de la Catedral de Wells
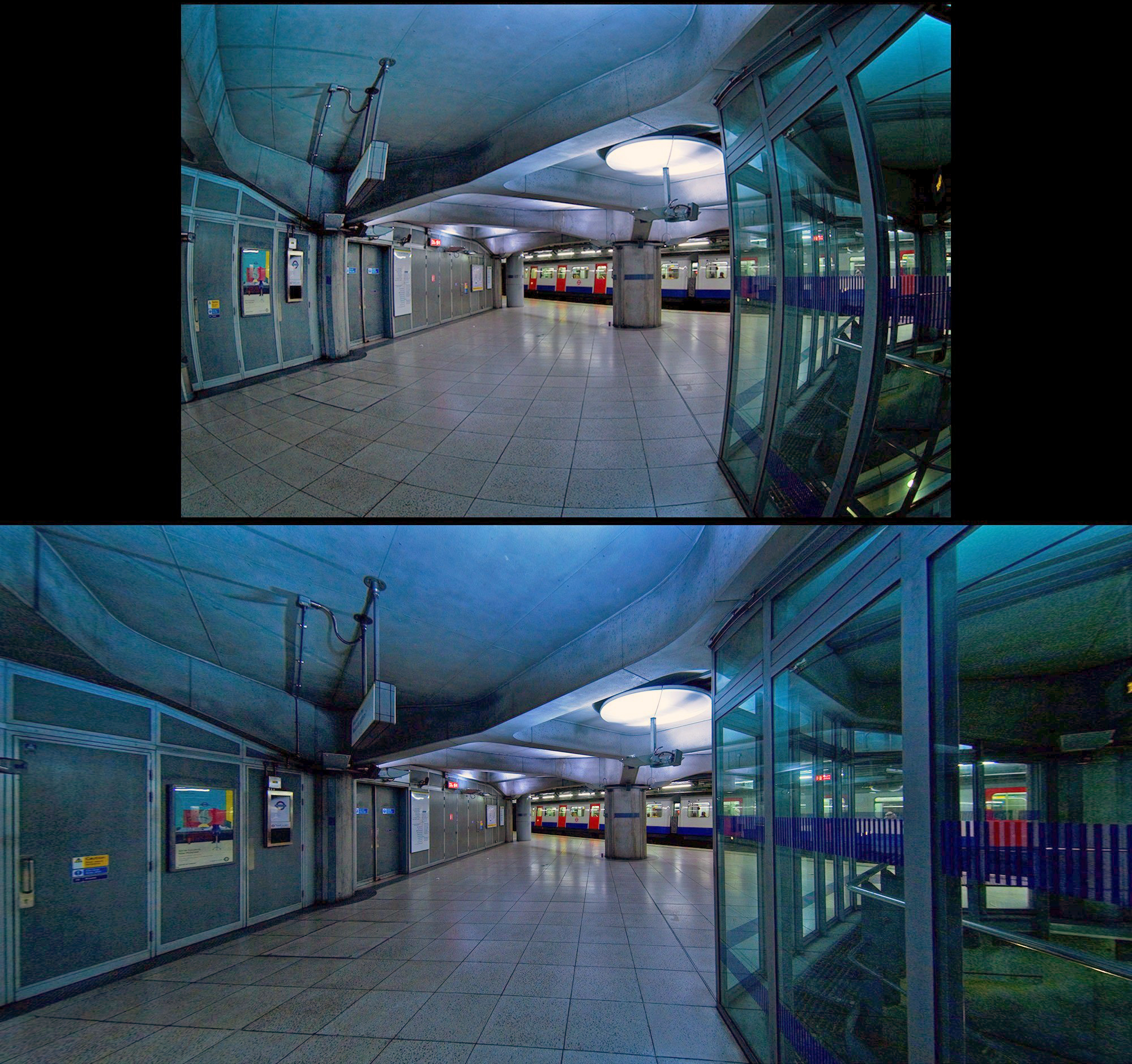
Imagen tomada con una lente ojo de pez de fotograma completo de 16 mm antes y después de la reasignación a una perspectiva rectilínea.
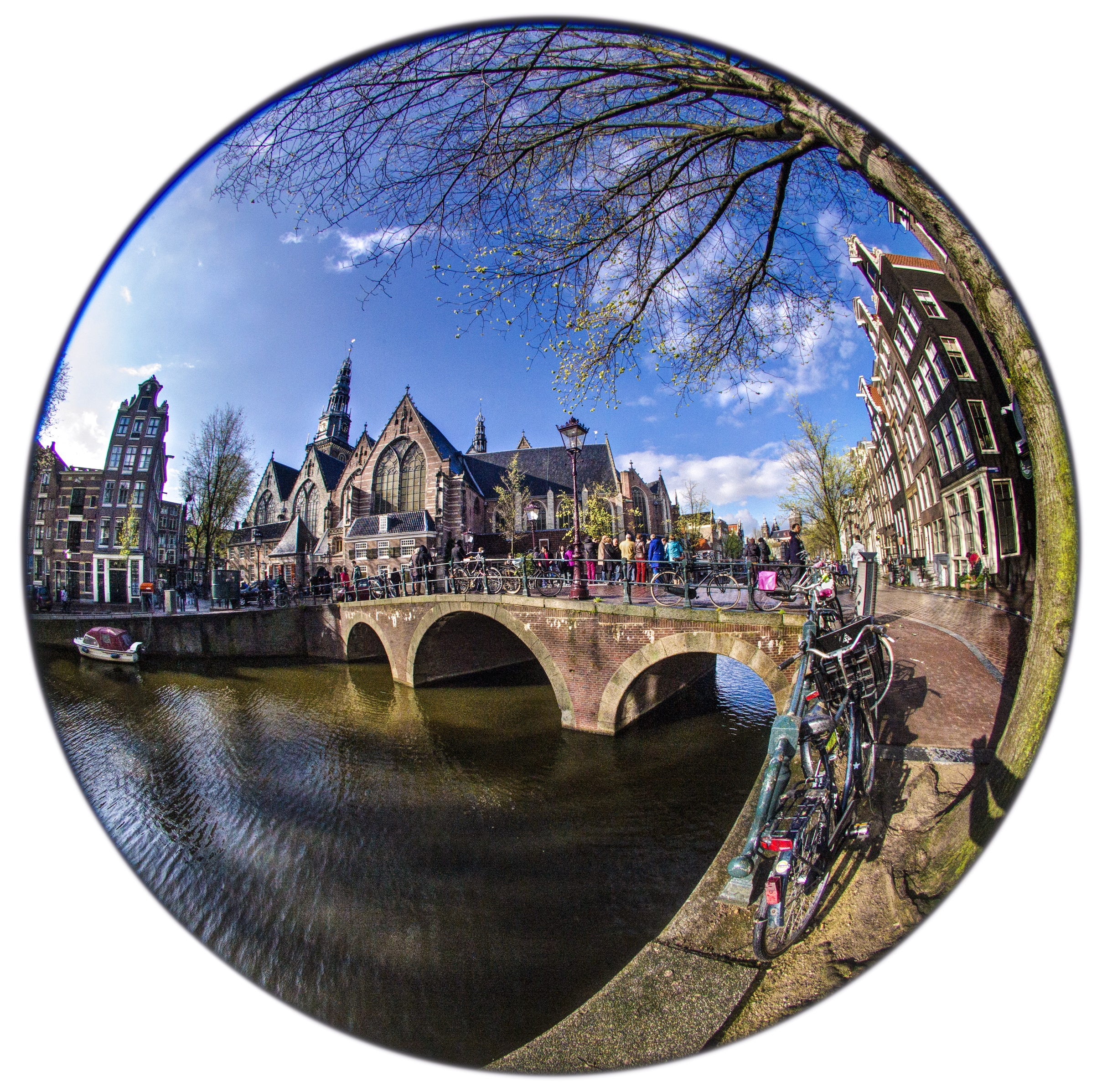
Vista circular de ojo de pez de Oude Kerk Amsterdam
Comparación de la función de mapeo convencional (rectilíneo) con cuatro funciones de mapeo de ojo de pez diferentes, dada una distancia focal constante.

## Otras aplicaciones

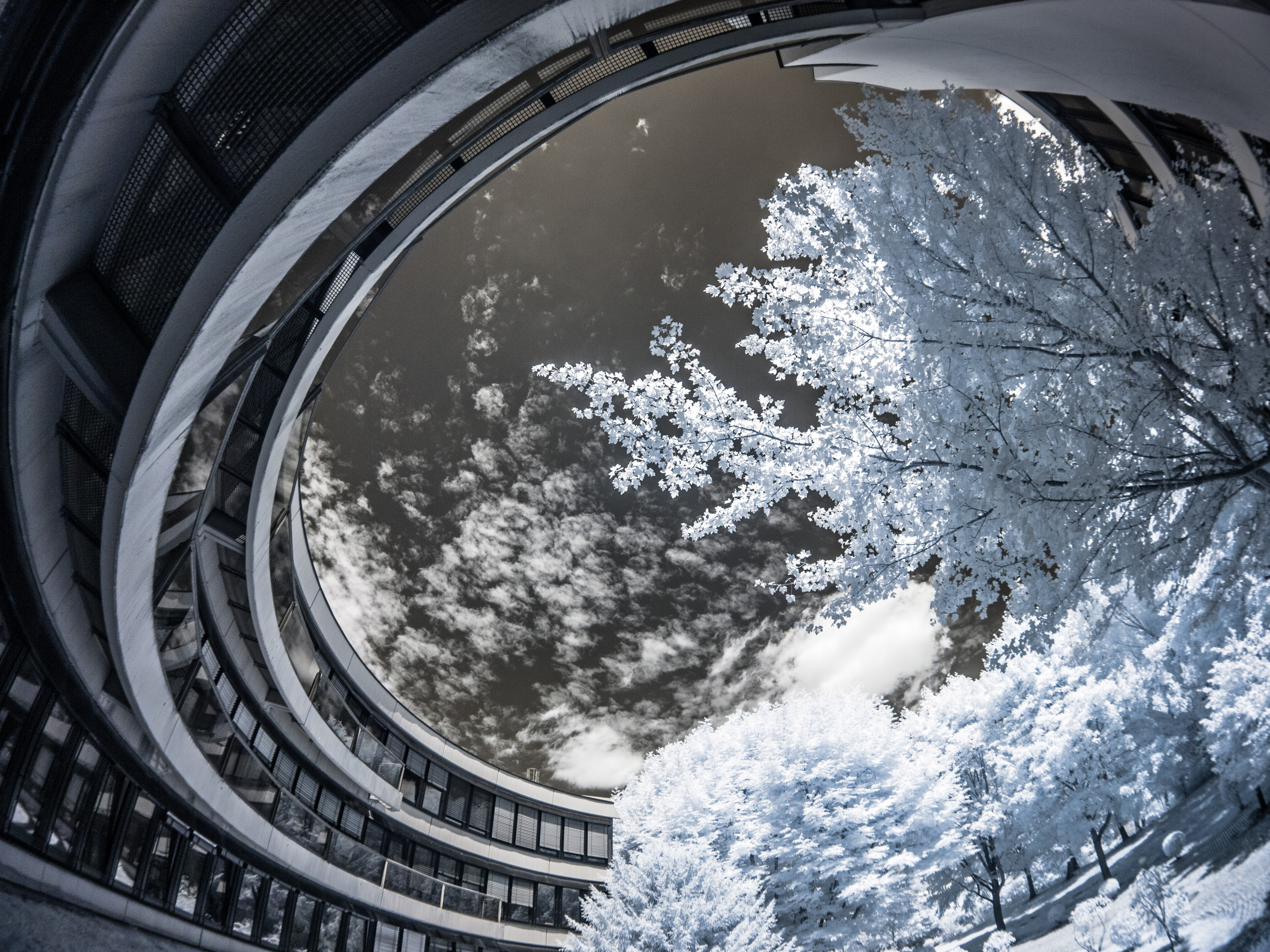
Las Curvas de la sede de ESO a través de un ojo de pez.

- Muchos planetarios ahora usan lentes de proyección de ojo de pez para proyectar el cielo nocturno u otro contenido digital en el interior de una cúpula.
- Los lentes de ojo de pez se utilizan en la pornografía gonzo para ofrecer experiencias más inmersivas.
- Los simuladores de vuelo y los simuladores de combate visual utilizan lentes de proyección de ojo de pez para crear un entorno inmersivo para que los pilotos, los controladores de tráfico aéreo o el personal militar se entrenen.
- De manera similar, el formato de imagen en movimiento IMAX Dome (anteriormente 'OMNIMAX') implica la fotografía a través de una lente de ojo de pez circular y la proyección a través de la misma en una pantalla hemisférica.
- Los científicos y los administradores de recursos (por ejemplo, biólogos, forestales y meteorólogos) utilizan lentes de ojo de pez para fotografías hemisféricas para calcular los índices del dosel de las plantas y la radiación solar cercana al suelo. Las aplicaciones incluyen la evaluación de la salud de los bosques, la caracterización de los sitios de descanso de las mariposas monarca en invierno y el manejo de los viñedos.
- Los astrónomos utilizan lentes de ojo de pez para capturar datos sobre la cobertura de nubes y la contaminación lumínica.
- Los fotógrafos y videógrafos usan lentes de ojo de pez para poder acercar la cámara lo más posible a las tomas de acción y al mismo tiempo capturar el contexto, por ejemplo, en el monopatinaje para enfocar la tabla y aun así retener la imagen del patinador.
- El "ojo" de la computadora HAL 9000 de 2001: A Space Odyssey se construyó utilizando una lente Fisheye-Nikkor de 8 mm f / 8.[62] El punto de vista de HAL se filmó utilizando una lente de "ojo de insecto" de Fairchild-Curtis diseñada originalmente para películas en el formato de domo Cinerama 360.[63]
- El primer video musical que se filmó completamente con lentes de ojo de pez fue para la canción de Beastie Boys"Hold It Now, Hit It" en 1987.
- En Computación Gráfica, las imágenes circulares de ojo de pez se pueden utilizar para crear mapas de entorno a partir del mundo físico. Una imagen completa de ojo de pez gran angular de 180 grados se ajustará a la mitad del espacio de mapeo cúbico utilizando el algoritmo adecuado. Los mapas de entorno se pueden utilizar para renderizar objetos 3D y escenas panorámicas virtuales.
- Muchas cámaras en línea de estaciones meteorológicas de todo el mundo utilizan imágenes de ojo de pez de las condiciones actuales del cielo local, así como una secuencia de cámara rápida del día anterior con condiciones climáticas como temperatura, humedad, viento y cantidades de lluvia.[64]

## Función de mapeo
La lente coloca al sujeto en la imagen de acuerdo con la función de mapeo de la lente. La función de mapeo da a {\displaystyle r}, la posición del objeto desde el centro de la imagen, en función de{\displaystyle f}, la distancia focal, y {\displaystyle \theta }, el ángulo desde el eje óptico. {\displaystyle \theta } se mide en radianes.
Comparación de funciones de mapeo
| Sujeto           | Túnel original para ser fotografiado, con la cámara mirando desde el centro interior hacia la pared izquierda | Túnel original para ser fotografiado, con la cámara mirando desde el centro interior hacia la pared izquierda | Túnel original para ser fotografiado, con la cámara mirando desde el centro interior hacia la pared izquierda | Túnel original para ser fotografiado, con la cámara mirando desde el centro interior hacia la pared izquierda | Túnel original para ser fotografiado, con la cámara mirando desde el centro interior hacia la pared izquierda |
|                  | Normal | Ojo de pez | Ojo de pez | Ojo de pez | Ojo de pez |
| Rectilíneo       | Estereográfico | Equidistante | Ángulo equisólido | Ortográfico | |
| Otros nombres    | Gnomónico, perspectiva, convencional. | Panorámico, conformar, planisferio | lineal, escala lineal | área igual | Ortogonal |
| Imagen           | | | | | |
| Función de mapeo | {\displaystyle r=f\tan(\theta )} | {\displaystyle r=2f\tan(\theta /2)} | {\displaystyle r=f\cdot \theta } | {\displaystyle r=2f\sin(\theta /2)}(1*) | {\displaystyle r=f\sin(\theta )} |
| Notas            | Funciona como la cámara estenopeica. Las líneas rectas permanecen rectas (sin distorsiones). {\displaystyle \theta } tiene que ser inferior a 90°. El ángulo de apertura se mide simétricamente al eje óptico y debe ser menor de 180 °. Los ángulos de apertura grandes son difíciles de diseñar y generan precios elevados. | Mantiene los ángulos. Este mapeo sería ideal para fotógrafos porque no comprime tanto los objetos marginales. Samyang es el único fabricante que produce este tipo de lente ojo de pez, pero está disponible con diferentes marcas. Este mapeo se implementa fácilmente mediante software. | Mantiene distancias angulares. Práctico para la medición de ángulos (por ejemplo, mapas de estrellas). PanoTools utiliza este tipo de mapeo.                                                                                           | Mantiene las relaciones superficiales. Cada píxel subtiende un ángulo sólido igual o un área igual en la esfera unitaria. Parece una imagen de espejo en una pelota, el mejor efecto especial (distancias sencillas), adecuado para la comparación de áreas (determinación del grado de las nubes). Este tipo es popular pero comprime objetos marginales. Los precios de estos lentes son altos, pero no extremos. | Mantiene la iluminancia plana. Parece un orbe con el entorno en un ángulo de apertura de máximo mayor que 180 °. Imagen muy distorsionada cerca del borde de la imagen, pero la imagen en el centro está menos comprimida. |
| Ejemplos         | (Numerosos) | - Samyang f = 7.5 mm f/2.8 - Samyang f = 8 mm f/2.8 - Samyang f = 12 mm f/2.8 | - Canon f = 7.5 mm f/5.6 - Costero Óptico f = 7.45 mm f/5.6 - Nikkor f = 6 mm f/2.8 - Nikkor f = 7.5 mm f/5.6 - Nikkor f = 8 mm f/2.8 - Nikkor f = 8 mm f/8.0 - Peleng f = 8 mm f/3.5 - Rokkor f = 7.5 mm f/4.0 - Sigma f = 8 mm f/3.5 | - Canon f = 15 mm f/2.8 (1988) - Minolta f = 16 mm f/2.8 (1971) - Nikkor f = 10.5 mm f/2.8 (2*) - Nikkor f = 16 mm f/2.8 (1995) - Sigma f = 4.5 mm f/2.8 - Sigma f = 8 mm f/4.0 (3*) - Sigma f = 15 mm f/2.8 (1990) - Zuiko f = 8 mm f/2.8 | - Nikkor f = 10 mm f/5.6 OP - Yasuhara Madoka180 f = 7.3 mm f/4 |

Detalles
También son posibles otras funciones de mapeo (por ejemplo, lentes panomorfas) para mejorar la resolución fuera del eje de las lentes de ojo de pez.
Con el software adecuado, las imágenes curvilíneas producidas por una lente de ojo de pez se pueden reasignar a una proyección rectilínea convencional. Aunque esto implica cierta pérdida de detalle en los bordes del marco, la técnica puede producir una imagen con un campo de visión mayor que el de una lente rectilínea convencional. Esto es particularmente útil para crear imágenes panorámicas.
Todos los tipos de lentes de ojo de pez curvan líneas rectas. Los ángulos de apertura de 180 ° o más son posibles solo con grandes cantidades de distorsión de barril.